# 비옐리나 지방

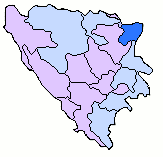
비옐리나 지방의 위치

비옐리나 지방(세르비아어: Бијељинска регија, 보스니아어: Bijeljinska regija, 크로아티아어: Bijeljinska regija)은 보스니아 헤르체고비나를 구성하는 국가 및 지역인 스릅스카 공화국에 속해 있는 지방 가운데 하나로, 행정 중심지는 비옐리나이며 보스니아 헤르체고비나 북동부에 위치한다. 크로아티아, 세르비아와 국경을 접한다.

## 지방 자치체
3개 지방 자치체를 관할한다.
1. 비옐리나 (Bijeljina)
2. 로파레 (Lopare)
3. 우글레비크 (Ugljevik)